# IPad
iPad（アイパッド）は、Appleによって開発および販売されているタブレット型コンピュータである。小型版であるiPad miniおよびミドルレンジモデルのiPad Air、ハイエンドモデルのiPad Proも発売されている。商品の表記について、スペースやハイフンがなく、pのみが大文字である「iPad」が公式商品名である。
アメリカ西海岸時間の2010年1月27日、サンフランシスコで開かれた製品発表会で最初のiPadが発表された。
文部科学省によるGIGAスクール構想では2021年2月時点で、iPadが28.1%とトップシェアを獲得している。

## 沿革

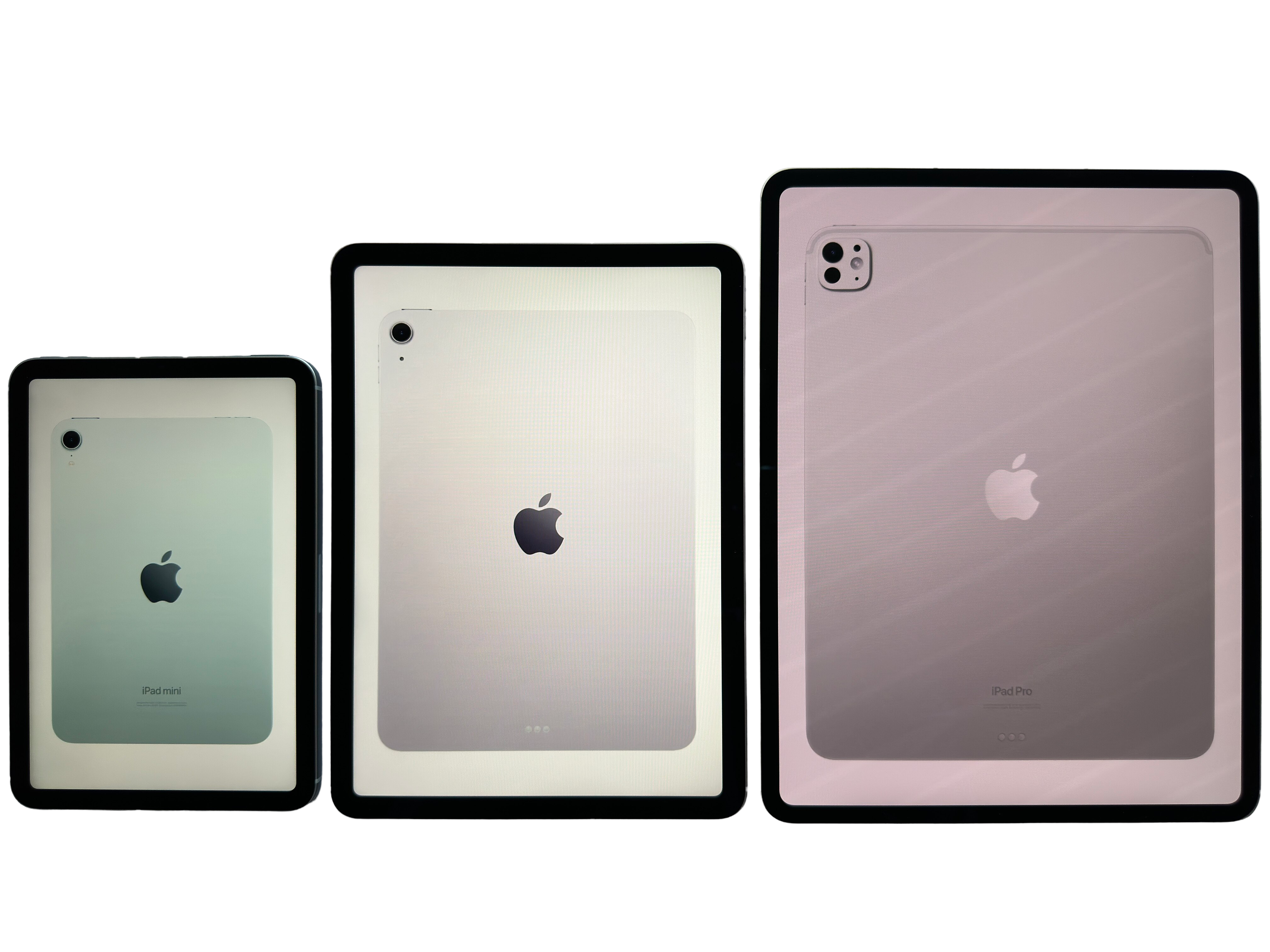
iPad mini, iPad Air, iPad Pro

### 2002年
- 初期のプロトタイプ開発が開始される[3][4]。

### 2010年
- 1月28日 （米国時間） - サンフランシスコで開かれた製品発表会で第1世代発表。
- 3月12日 - アメリカ合衆国のApple Storeで予約受付が開始される。
- 4月3日 - アメリカでWi-Fi版の販売が開始される。米国のみの発売初日で30万台の販売[5]。ダウンロードされたiPadアプリは100万本、iBookstoreからダウンロードされた電子書籍は25万冊を記録。
- 4月8日 - アメリカで累計45万台のセールスを記録（1日3万台）[6]。ダウンロードされたiPadアプリは350万本、iBookstoreからダウンロードされた電子書籍は60万冊を記録。
- 4月30日 - 米国でWi-Fi+3G版の販売が開始される。
- 5月7日 - 日本、オーストラリア、カナダ、フランス、ドイツ、イタリア、スペイン、スイス、イギリスの9カ国で5月28日販売開始[7]と発表。当初は4月下旬の発売を予定していたが、アメリカでの想定外の売れ行きで生産が追い着かなくなったことを理由に延期となった[8]。
- 5月8日 - SoftBankが日本でのiPadの販売をすることを発表[9]。合わせてWi-Fi版およびWi-Fi+3G版の両方とも提供することや料金プラン、端末代を発表。
- 5月28日 - 日本、オーストラリア、カナダ、フランス、ドイツ、イタリア、スペイン、スイス、イギリスでWi-Fi版およびWi-Fi+3G版の販売を開始。

### 2011年
- 3月2日 （米国時間） - サンフランシスコで開かれた製品発表会で、iPad 2を発表。
- 3月11日（米国時間） - アメリカでiPad 2発売開始。
- 3月25日 - 世界各国でiPad 2発売開始。当初は日本でも発売される予定だったが、東北地方太平洋沖地震で多くの被害が出ていることを考慮し、発売が延期された[10]。
- 4月28日 - 日本でiPad 2発売開始。3G版についてはSoftBankが販売する[11]（Wi-Fi版の販売は複数から）。

### 2012年
- 3月7日 （米国時間） - サンフランシスコで開かれた製品発表会で第3世代を発表。「iPad 3」や「iPad HD」という予想があったものの、第3世代にナンバリングは使用されず公式サイトでも「新しいiPad」と表現していた[12]。
- 3月16日 - アメリカをはじめ世界各国で第3世代発売開始。日本では3G版について、これまで同様SoftBankが販売する（Wi-Fi版の販売は複数から）。
- 10月23日（米国時間）- サンノゼで開かれた製品発表会でI/OインタフェイスとしてLightningを採用した第4世代および小型版「iPad mini」の第1世代を発表。Cellular版について日本ではこれまでのソフトバンクに加え、KDDIも発売する。

### 2013年
- 10月22日（米国時間）- 製品発表会でiPad Airとしては第1世代となるiPad Air（第1世代）および小型版「iPad mini」の第2世代となる「iPad mini Retinaディスプレイモデル」（後に「iPad mini 2」に改称）を発表[13][14]。

### 2014年
- 6月10日 - この日よりNTTドコモがiPadのCellular版の取り扱いを開始[15]。これにより、iPhoneに続いてiPadも日本の携帯電話大手三社全てが取り扱う事になる。
- 10月16日（米国時間）- 製品発表会でiPad Airとしては第2世代となるiPad Air 2およびiPad miniの第3世代となるiPad mini 3を発表[16]。

### 2015年
- 9月9日（米国時間） - 製品発表会で12.9インチの大画面モデル12.9インチiPad Pro (第1世代)およびiPad miniの第4世代となるiPad mini 4を発表。これにより継続販売されるiPad Airシリーズを含めて3つのサイズが発売されることになる[17]。
- 11月14日（米国時間） - 12.9インチiPad Pro (第1世代)を発売した。

### 2016年
- 3月21日（米国時間） - 製品発表会で9.7インチiPad Proを発表[18]。これによりiPad Proは同一名称で画面の異なる2モデルが発売されることになる。
- 6月14日（米国時間） - 6月14日に行われたWWDC2016でiOS 10を発表。iPad 2とiPad（第3世代）は対象外となった。よってiOS 9系が最終サポートとなる。
- 9月7日（米国時間） - 製品発表会でiPad Air 2およびiPad mini 4に32GBが追加されることが発表された。また16GBと64GBは在庫限りで販売終了となった。

### 2017年
- 3月21日（米国時間） - 9.7インチモデルとして第5世代[19]となるiPadを発表した[20]。
- 6月5日（米国時間）- WWDC 2017で10.5インチiPad Pro、12.9インチiPad Pro (第2世代)を発表[21]。今回から、Wi-Fi+Cellular版のiPad Proは、すべてのモデルでApple SIMが内蔵される。

### 2018年
- 3月27日（米国時間） - 9.7インチモデルとして第6世代となるiPadを発表した[22]。
- 10月30日（米国時間） - Apple Special Eventにて11インチiPad Pro (第1世代)、12.9インチiPad Pro (第3世代)を発表した[23]。

### 2019年
- 3月18日（米国時間） - 10.5インチモデルとして第3世代となるiPad Air、7.9インチモデルとして第5世代となるiPad miniを発表した[24]。
- 6月3日（米国時間） - この日行われたWWDC2019においてiOSをベースに改良を施した専用OS「iPadOS」を発表。同年秋よりiPadのOSをiOSからiPadOSに切り換える[25]。
- 9月10日（米国時間） - 10.2インチのスクリーンサイズとなったiPad (第7世代)を発表した[26]。

### 2020年
- 3月18日（米国時間） - 11インチiPad Pro (第2世代)、 12.9インチiPad Pro (第4世代)を発表した。
- 9月15日（米国時間） - 10.2インチiPad (第8世代)[27]、10.9インチiPad Air (第4世代)を発表した。

### 2021年
- 4月20日（現地時間） - スペシャルイベントで、12.9インチiPad Pro (第5世代)と11インチiPad Pro (第3世代)を発表した[28]。
- 9月14日（現地時間） - スペシャルイベントで、10.2インチiPad (第9世代)、8.3インチiPad mini (第6世代)を発表した[29][30]。

### 2022年
- 3月8日（現地時間） - iPad Air (第5世代)を発表した[31]。
- 10月18日 (現地時間)  - USB-Cを採用し、デザインを刷新した10.9インチiPad (第10世代)を発表した[32]。同時に12.9インチiPad Pro (第6世代)と11インチiPad Pro (第4世代)も発表[33]。

### 2024年
- 5月7日 - Appleイベントで、11インチと新しく13インチの、iPad Air (M2)とiPad Pro (M4)を発表した[34][35]。
- 10月15日 - A17 Proチップを搭載し、Apple Pencil ProやApple Intelligenceに対応するiPad mini (A17 Pro)を発表した[36]。

### 2025年
- 3月4日 - Appleは、11インチと13インチのiPad Air (M3)とiPad (A16)を発表した[37]。

## 機種ごとの仕様一覧
赤（第6世代まで）サポート（Appleでの修理受付）終了（日本国内）
   黄（第10世代まで）販売終了（日本国内）
   緑（第11世代）Apple Store・携帯キャリアで販売中
（この表は横スクロールできます）
| 機種                                                       | iPad（第1世代） | iPad 2 | iPad（第3世代） | iPad（第4世代） | iPad（第5世代） | iPad（第6世代） | iPad（第7世代） | iPad（第8世代） | iPad（第9世代） | iPad（第10世代） | iPad (A16) |
| ---------------------------------------------------------- | --- | --- | --- | --- | --- | --- | --- | --- | --- | --- | --- |
| 初期対応OS                                                 | iPhone OS 3.1 | iOS 4.3 | iOS 5.1 | iOS 6.0 | iOS 10.2.1 | iOS 11.3 | iPadOS 13.1 | iPadOS 14 | iPadOS 15 | iPadOS 16.1 | iPadOS 18.3.1 |
| 対応OS最新版                                               | iOS 5.1.1 | iOS 9.3.5/9.3.6 | iOS 9.3.5/9.3.6 | iOS 10.3.3/10.3.4 | iPadOS 16.7.11 | iPadOS 17.7.10 | iPadOS 18.6 | iPadOS 18.6 | iPadOS 18.6 | iPadOS 18.6 | iPadOS 18.6 |
| iOS最終サポート系列                                        | iOS 5系 | iOS 9系 | iOS 9系 | iOS 10系 | iPadOS 16 系 | iPadOS 17 系 | iPadOS 18系 | 未定 | 未定 | 未定 | 未定 |
| CPU                                                        | Apple A4 1コア 1.0GHz | Apple A5 2コア 1.0GHz | Apple A5X 2コア 1.0GHz | Apple A6X 2コア 1.4GHz | Apple A9 2コア 2.23GHz | Apple A10 Fusion 4コア(動作時は2コア) 2.33GHz | Apple A10 Fusion 4コア(動作時は2コア) 2.33GHz | Apple A12 Bionic 6コア 2.49Ghz | Apple A13 Bionic 6コア | Apple A14 Bionic 6コア | Apple A16 5コア |
| CPU                                                        | 32ビット | 32ビット | 32ビット | 32ビット | 64ビット | 64ビット | 64ビット | 64ビット | 64ビット | 64ビット | 64ビット |
| GPU                                                        | PowerVR SGX 535 1コア | PowerVR SGX 543MP2 2コア | PowerVR SGX 543MP4 4コア | PowerVR SGX 554MP4 4コア | PowerVR GT7600 6コア | PowerVR GT7600 Plus 6コア | PowerVR GT7600 Plus 6コア | Apple A12 4コア | Apple A13 4コア | Apple A14 4コア | Apple A16 4コア |
| メインメモリ                                               | 256MB | 512MB | 1GB | 1GB | 2GB | 2GB | 3GB | 3GB | 3GB | 4GB | 6GB |
| メインメモリ                                               | LPDDR | LPDDR2 | LPDDR2 | LPDDR2 | LPDDR4 | LPDDR4 | LPDDR4 | LPDDR4X | LPDDR4X | LPDDR4X | LPDDR5 |
| フラッシュメモリ                                           | 16/32/64GB | 16/32/64GB | 16/32/64GB | 16/32/64/128GB | 32/128GB | 32/128GB | 32/128GB | 32/128GB | 64/256GB | 64/256GB | 128GB/256GB/512GB |
| ディスプレイ                                               | 9.7インチ型TFT（IPS）マルチタッチ液晶 XGA （eXtended Graphics Array） 画素数：1024×768ピクセル 解像度：132ppi 色深度：6bit 26万色表示 型番：LP097X02（LG） | 9.7インチ型TFT（IPS）マルチタッチ液晶 XGA （eXtended Graphics Array） 画素数：1024×768ピクセル 解像度：132ppi 色深度：6bit 26万色表示 型番：LP097X02（LG） | Retinaディスプレイ 9.7インチ型TFT（IPS）マルチタッチ液晶 QXGA（Quad-XGA） 画素数：2048×1536ピクセル 解像度：264ppi 色深度：8bit 1677万色表示 型番：LTN097QL01（SAMSUNG）, LP097QX1（LG） | Retinaディスプレイ 9.7インチ型TFT（IPS）マルチタッチ液晶 QXGA（Quad-XGA） 画素数：2048×1536ピクセル 解像度：264ppi 色深度：8bit 1677万色表示 型番：LTN097QL01（SAMSUNG）, LP097QX1（LG） | Retinaディスプレイ 9.7インチ型TFT（IPS）マルチタッチ液晶 QXGA（Quad-XGA） 画素数：2048×1536ピクセル 解像度：264ppi 色深度：8bit 1677万色表示 耐指紋性撥油コーティング | Retinaディスプレイ 9.7インチ型TFT（IPS）マルチタッチ液晶 QXGA（Quad-XGA） 画素数：2048×1536ピクセル 解像度：264ppi 色深度：8bit 1677万色表示 耐指紋性撥油コーティング Apple Pencil, Logitech Crayon対応 | Retinaディスプレイ 10.2インチ型TFT（IPS）マルチタッチ液晶 画素数：2160×1620ピクセル 解像度：264ppi 色深度：8bit 1677万色表示 耐指紋性撥油コーティング Apple Pencil, Logitech Crayon対応 | Retinaディスプレイ 10.2インチ型TFT（IPS）マルチタッチ液晶 画素数：2160×1620ピクセル 解像度：264ppi 色深度：8bit 1677万色表示 耐指紋性撥油コーティング Apple Pencil, Logitech Crayon対応 | Retinaディスプレイ 10.2インチ型TFT（IPS）マルチタッチ液晶 画素数：2160×1620ピクセル 解像度：264ppi 色深度：8bit 1677万色表示 耐指紋性撥油コーティング Apple Pencil, Logitech Crayon対応 | Liquid Retinaディスプレイ 10.9インチ型TFT（IPS）マルチタッチ液晶 画素数：2360×1640ピクセル 解像度：264ppi 色深度：8bit 1677万色表示 耐指紋性撥油コーティング Apple Pencil（第1世代）, Logitech Crayon対応 | Liquid Retinaディスプレイ 10.9インチ型TFT（IPS）マルチタッチ液晶 画素数：2360×1640ピクセル 解像度：264ppi 色深度：8bit 1677万色表示 耐指紋性撥油コーティング Apple Pencil（第1世代）, Logitech Crayon対応 |
| True Tone                                                  | - | - | - | - | - | - | - | - | ○ | ○ | ○ |
| 通信方式（Wi-Fi）                                          | Wi-Fi 4（802.11 a/b/g/n）、Bluetooth 2.1+EDR | Wi-Fi 4（802.11 a/b/g/n）、Bluetooth 2.1+EDR | Wi-Fi 4（802.11 a/b/g/n）、Bluetooth 4.0+HS | Wi-Fi 4（802.11 a/b/g/n）、Bluetooth 4.0+HS | Wi-Fi 5（802.11 a/b/g/n/ac）、MIMO、Bluetooth 4.2+HS | Wi-Fi 5（802.11 a/b/g/n/ac）、MIMO、Bluetooth 4.2+HS | Wi-Fi 5（802.11 a/b/g/n/ac）、MIMO、Bluetooth 4.2+HS | Wi-Fi 5（802.11 a/b/g/n/ac）、MIMO、Bluetooth 4.2+HS | Wi-Fi 5（802.11 a/b/g/n/ac）、MIMO、Bluetooth 4.2+HS | Wi-Fi 6（802.11 a/b/g/n/ac/ax）、MIMO対応HT80、Bluetooth 5.2 | Wi-Fi 6（802.11 a/b/g/n/ac/ax）、MIMO対応HT80、Bluetooth 5.3 |
| センサー                                                   | 3軸ジャイロスコープ 加速度センサー 環境光センサー | 3軸ジャイロスコープ 加速度センサー 環境光センサー | 3軸ジャイロスコープ 加速度センサー 環境光センサー | 3軸ジャイロスコープ 加速度センサー 環境光センサー | Touch ID（ホームボタン） 3軸ジャイロスコープ 加速度センサー 環境光センサー 気圧計                                                                                     | Touch ID（ホームボタン） 3軸ジャイロスコープ 加速度センサー 環境光センサー 気圧計 | Touch ID（ホームボタン） 3軸ジャイロスコープ 加速度センサー 環境光センサー 気圧計 | Touch ID（ホームボタン） 3軸ジャイロスコープ 加速度センサー 環境光センサー 気圧計 | Touch ID（ホームボタン） 3軸ジャイロスコープ 加速度センサー 環境光センサー 気圧計 | Touch ID（トップボタン） 3軸ジャイロスコープ 加速度センサー 環境光センサー 気圧計 | Touch ID（トップボタン） 3軸ジャイロスコープ 加速度センサー 環境光センサー 気圧計 |
| カメラ（バック）                                           | 非搭載 | HDビデオ撮影（720p、最大30fps、オーディオ入り） 静止画（5倍デジタルズーム、70万画素）                                                                      | HDビデオ撮影（1080p、最大30fps、オーディオ入り） 静止画（5倍デジタルズーム、500万画素）                                                                                                  | HDビデオ撮影（1080p、最大30fps、オーディオ入り） 静止画（5倍デジタルズーム、500万画素）                                                                                                  | HDビデオ撮影（1080p、最大30fps、オーディオ入り、120fpsスローモーション撮影対応） 静止画（5倍デジタルズーム、800万画素、バーストモード対応）                           | HDビデオ撮影（1080p、最大30fps、オーディオ入り、120fpsスローモーション撮影対応） 静止画（5倍デジタルズーム、800万画素、バーストモード対応）                                                             | HDビデオ撮影（1080p、最大30fps、オーディオ入り、120fpsスローモーション撮影対応） 静止画（5倍デジタルズーム、800万画素、バーストモード対応）                                             | HDビデオ撮影（1080p、最大30fps、オーディオ入り、120fpsスローモーション撮影対応） 静止画（5倍デジタルズーム、800万画素、バーストモード対応）                                             | HDビデオ撮影（1080p、最大30fps、オーディオ入り、120fpsスローモーション撮影対応） 静止画（5倍デジタルズーム、800万画素、バーストモード対応）                                             | 4K, HDビデオ撮影（最大60fps、オーディオ入り、240fpsスローモーション撮影対応） 静止画（5倍デジタルズーム、1200万画素、バーストモード対応）                                                                 | 4K, HDビデオ撮影（最大60fps、オーディオ入り、240fpsスローモーション撮影対応） 静止画（5倍デジタルズーム、1200万画素、バーストモード対応）                                                                 |
| カメラ（フロント）                                         | 非搭載 | ビデオ撮影（VGA画質、最大30fps、オーディオ入り） 静止画（VGA画質）                                                                                         | ビデオ撮影（VGA画質、最大30fps、オーディオ入り） 静止画（VGA画質） | HDビデオ撮影（720p、最大30fps、オーディオ入り） 静止画（120万画素） | HDビデオ撮影（720p、最大30fps、オーディオ入り） 静止画（120万画素）                                                                                                   | HDビデオ撮影（720p、最大30fps、オーディオ入り） 静止画（120万画素） | HDビデオ撮影（720p、最大30fps、オーディオ入り） 静止画（120万画素） | HDビデオ撮影（720p、最大30fps、オーディオ入り） 静止画（120万画素） | HDビデオ撮影（1080p、最大30fps、オーディオ入り） 静止画（1200万画素） 超広角 | 横向き HDビデオ撮影（1080p、最大60fps、オーディオ入り） 静止画（1200万画素） 超広角 | 横向き HDビデオ撮影（1080p、最大60fps、オーディオ入り） 静止画（1200万画素） 超広角 |
| 外部接続端子                                               | Apple Dockコネクタ | Apple Dockコネクタ | Apple Dockコネクタ | Lightningコネクタ | Lightningコネクタ | Lightningコネクタ | Lightningコネクタ | Lightningコネクタ | Lightningコネクタ | USB-Cコネクタ | USB-Cコネクタ |
| バッテリー                                                 | 電圧3.75ボルト、24.8ワット時のリチウムポリマー電池 最長10時間のバッテリー駆動                                                                              | 電圧3.75ボルト、24.8ワット時のリチウムポリマー電池 最長10時間のバッテリー駆動                                                                              | 電圧3.75ボルト、42.5ワット時のリチウムポリマー電池 最長10時間のバッテリー駆動 | 電圧3.75ボルト、42.5ワット時のリチウムポリマー電池 最長10時間のバッテリー駆動 | 32.4Whリチャージャブルリチウムポリマーバッテリー | 32.4Whリチャージャブルリチウムポリマーバッテリー | 32.4Whリチャージャブルリチウムポリマーバッテリー | 32.4Whリチャージャブルリチウムポリマーバッテリー | 32.4Whリチャージャブルリチウムポリマーバッテリー | 28.6Whリチャージャブルリチウムポリマーバッテリー | 28.93Whリチャージャブルリチウムポリマーバッテリー |
| 電源アダプタ                                               | USB-A 12W | USB-A 10W | USB-A 10/12W | USB-A 10/12W | USB-A 10/12W | USB-A 10/12W | USB-A 10/12W | USB-C 20W | USB-C 20W | USB-C 20W | USB-C 20W |
| サイズ                                                     | 242.8mm（縦）×189.7mm（横）×13.4mm（厚） | 241.2mm（縦）×185.7mm（横）×8.8mm（厚） | 241.2mm（縦）×185.7mm（横）×9.4mm（厚） | 241.2mm（縦）×185.7mm（横）×9.4mm（厚） | 240mm（縦）×169.5mm（横）×7.5mm（厚） | 240mm（縦）×169.5mm（横）×7.5mm（厚） | 250.6mm（縦）×174.1mm（横）×7.5mm（厚） | 250.6mm（縦）×174.1mm（横）×7.5mm（厚） | 250.6mm（縦）×174.1mm（横）×7.5mm（厚） | 248.6mm（縦）×179.5mm（横）×7mm（厚） | 248.6mm（縦）×179.5mm（横）×7mm（厚） |
| 重さ                                                       | 680g | 601g | 652g | 652g | 469g | 469g | 483g | 490g | 487g | 477g | 477g |
| ビンテージ製品 と オブソリート製品 （Appleによるサポート） | オブソリート （全世界） | オブソリート （全世界） | オブソリート （全世界） | オブソリート （全世界） | オブソリート （全世界） | ビンテージ （全世界） | | | | | |
| 機種                                                       | iPad（第1世代） | iPad 2 | iPad（第3世代） | iPad（第4世代） | iPad（第5世代） | iPad（第6世代） | iPad（第7世代） | iPad（第8世代） | iPad（第9世代） | iPad（第10世代） | iPad (A16) |

モバイルネットワーク（3G/LTE）対応モデルを含めた各機種の仕様詳細については各機種の記事を参照。また、iPad mini・iPad Air・iPad Proの機種ごとの仕様一覧はそれぞれの記事を参照。

## iPadモデルの変遷
（横スクロールできる画像です）

### ソフトウェア

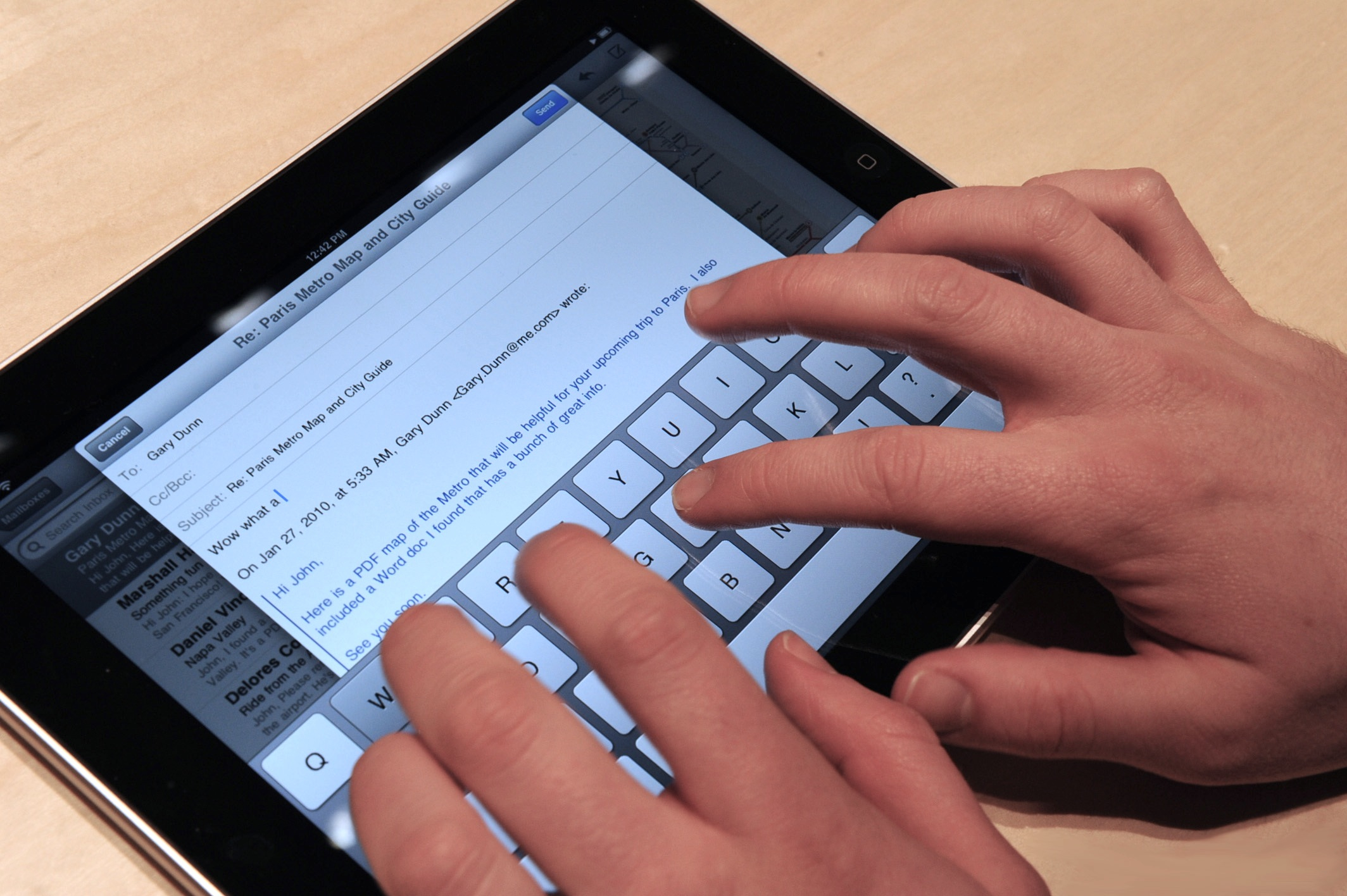
ソフトウェアキーボードによる文字入力

先行して発売されていたAppleのスマートフォンであるiPhoneのOS、iOS（旧iPhone OS）をベースとしたiPadOSを採用。画面を使ったマルチタッチスクリーン方式のインターフェイスを備え、iPhoneのアプリは基本的にそのまま動くようになっている。画面の真ん中に拡大せず表示するモードと、2倍に拡大して表示するという2つのモードがある。以前まで日本語入力はQWERTY配列、またはカナ50音配列（iOS 4.2以降）のソフトウェアキーボードによる入力のみに対応していたが、iOS 5からiPhoneで採用されているフリック入力にも対応した。また、画面サイズが大きいことを活かし、ホーム画面での1ページあたりのアプリケーション登録数が20個に、またドックバーに登録可能なアプリケーションも6個に増えている。
iOSはこれまで同様に、ウェブブラウザのプラグインをサポートせず、Adobe Flashには非対応。
iOS 9からはマルチタスク機能が強化され、iPad Pro (全モデル)、iPad Air (全モデル)、iPad (第5世代以降)、iPad mini (第2世代)以降では横から小さいウィンドウを引き出す形でアプリを重ねて表示する「Slide Over」、Web上やアプリで見られる動画を小さい窓で表示し任意の場所に置くことができる「Picture in Picture」、さらにiPad Pro (全モデル)、iPad Air 2以降、iPad (第5世代以降)、iPad mini 4以降では1:1または2:1で2画面に分割して2つのアプリを同時表示できる「Split View」が使えるようになっている。
iPadOS 13.1では、マルチタスク機能がさらに強化され、Split ViewおよびSlide Overで複数のアプリを切り替えることができるようになった。

### アプリケーション
iBooks(ブック)
iBooksは、電子書籍を読むアプリケーション。iBooks はEPUB形式を採用している。iBooksアプリケーション内のiBookstoreで購入し、ダウンロードして利用するほか、DRM無しの書籍などはiTunesより転送する。書籍は本棚に並べているように表示し、読むときは、全画面表示し電子書籍端末のように表示できる。フォントを選択したりフォントサイズを変更することも可能。バージョン1.1からはPDF形式のファイルも閲覧可能となっている。Safari上でPDF書類を選択して開いた場合「iBooksで開く」と言うボタンが登場し、ボタン操作でiPad自体に取り込む（ダウンロード保存）事ができる。
iWork
iWorkのiPad版が動作可能。2010年4月3日にKeynote、Pages、Numbersが発売され、当初は一つあたり9.99ドル（日本版850円）でApp Storeからダウンロード販売されていたが、2013年10月22日よりiOS端末を新規購入すると無料で入手可能となった。Mac版とのiWorkとも互換性があるが、フォントやKeynoteの視覚効果に制限がある。
iLife
GarageBandとiMovieが2011年3月11日から、iPhotoが2012年3月7日からそれぞれ発売されている。GarageBandはiPadの大画面を意識した作りとなっており、作成した曲をメール送信、iTunesライブラリへの登録、Mac版GarageBandへの転送を行える。iMovieは先行してリリースされたiPhone版から機能を改善し、大画面向けのインターフェイスとなり、詳細な編集やオーディオファイルの波形確認も可能となっている。
Photo Booth
iPad 2から、標準アプリとして搭載された写真加工アプリ。フロントカメラで撮影した画像に多様なエフェクトをかけることができる。
標準アプリ
iPhone 4やiPod touch（第4世代）と異なり、仕様として利用不可となっているFaceTime（iPad第1世代のみ）やSMS（iOS 5で搭載されたiMessageは使用可能）、利用頻度の低いと思われる時計（iOS 6から搭載）、天気などの標準アプリが省かれている（サードパーティーのアプリを利用することとなる）。またビデオ再生機能が独立したアプリとして用意されている（3G回線使用時は強制で低解像度に変更になるが、SafariからiPad 2でも見られるようにしてある動画サイトでは高解像度で見られる）。
Microsoft Office
2014年3月27日、Microsoft OfficeのiPad版であるOffice for iPadが発表された。

## ボタンと端子
2024年10月現在のiPadの現行モデルについては、10.9インチiPad (第10世代)はUSB-Cコネクタを、10.2インチiPad (第9世代)はLightningコネクタを採用している。

### ボタン
トップボタン / Touch IDセンサー
すべてのモデルに搭載。iPadをスリープから解除するかスリープ状態にする。一部の機種ではTouch IDでロック解除や購入時の認証をすることができる。
ホームボタン / Touch IDセンサー
9.7インチiPad Pro、10.5インチiPad Pro、12.9インチiPad Pro (第1世代)と(第2世代)、iPad Air (第3世代以前)、iPad (第9世代以前)、IPad mini (第5世代以前)に搭載。1回押すとホーム画面に戻るほか、多くの機種ではロック解除や購入時の認証をすることもできる。スクリーンショットを撮るときにも用いる。
音量調節ボタン
すべてのモデルに搭載している。
11インチiPad Pro (第4世代)、12.9インチiPad Pro (第6世代)、iPad Air (第5世代)、iPad (第10世代)、iPad mini (第6世代)には、動的に変わる音量調節ボタンを搭載しており、iPadを回転させると向きに応じて音量調節ボタンの働きが常に調整される。つまり、いつでも右または上のボタンで音量を上げて、左または下のボタンで下げることができる。

### コネクタ
USB-Cコネクタ
11インチiPad Pro (全世代)、12.9インチiPad Pro (第4世代以降)、iPad Air (第4世代以降)、iPad (第10世代)、iPad mini (第6世代)に搭載。充電したり、コンピュータと同期したり、変換ケーブルを用いてHDMIに変換することも可能。
Thunderbolt / USB 4コネクタ
11インチiPad Pro (第3世代)と(第4世代)、12.9インチiPad Pro (第5世代)と(第6世代)、iPad Air (第5世代)のUSB-Cコネクタは、Thunderbolt / USB4に対応している。
Lightningコネクタ　
9.7インチiPad Pro、10.5インチiPad Pro、12.9インチiPad Pro (第1世代)と(第2世代)、iPad Air (第3世代以前))、iPad (第4世代)〜(第9世代))、およびiPad mini (第5世代)に搭載。充電したり、コンピュータと同期したりする場合に使う。対応しているモデルでは、第1世代のApple Pencilをペアリングするのに用いる。
Dockコネクタ
iPad (第3世代以前)に搭載している。IPhone 4S以前のiPhoneでの充電や、一部のデータ送信、また、変換ケーブルを用いればHDMIでテレビなどに出力することができる。
3.5mmヘッドフォンジャック
ホームボタンのあるモデルに搭載している。
Smart Connector（背面）
11インチiPad Pro (全世代)、12.9インチiPad Pro (第1世代)と(第2世代)、iPad Air (第4世代)と(第5世代)の背面にあり、マグネット式の小さな端子が3つ並んでいる。Magic KeyboardやSmart Keyboard Folioなどの対応するキーボードを接続する。
Smart Connector（側面）
9.7インチiPad Pro、10.5インチiPad Pro、12.9インチiPad Pro (第1世代)と(第2世代)、iPad Air (第3世代)、およびiPad (第7世代)〜iPad (第9世代)に搭載している。Smart Keyboardなどの対応するキーボードを接続可能である。
Smart Connector（第10世代のiPad）
iPad (第10世代)の端にあるSmart Connectorには、Magic Keyboard Folioのキーボードを取り付けることができる。
磁気コネクタ
11インチiPad Pro (全世代)、12.9インチiPad Pro (第4世代以降)、IPad Air (第4世代以降)、iPad mini (第6世代以降)に搭載。Apple Pencilのペアリングや充電に使う。

### スイッチ
サイドスイッチ
iPad Air (第1世代)、iPad (第4世代以前)、IPad mini 3以前に搭載。着信音や通知音を消音にしたり、「画面の向きをロック」のオン／オフを切り替えたりする。

## 3G/Cellularモデルでのデータ通信料金
日本仕様のiPadは、Softbank、au（KDDI・沖縄セルラー電話、iPad (第4世代)・iPad mini (第1世代)以降）、NTTドコモ（iPad Air・iPad mini (第2世代)以降）の3社いずれもが使用可能な通信会社となっており、各社ともiPad専用のデータ通信プランを用意している。
プランとしては、両社ともにおおまかに以下の通りとなる。
- フラット型定額制プラン
- 同じ会社の携帯電話・スマートフォン契約者向けの、一定通信量まで基本使用料・通信量は無料（ただし、公衆無線LANサービスの加入が必須）、超過後は一定の上限額が設定された2段階定額制プラン
- 同じ会社のスマートフォン契約者向けの、一定のオプション料金を払う事でスマートフォンとのデータ通信量を合算して分け合う事ができるプラン
- チャージ一回あたり規定のデータ上限ないし日数に達するまで利用可能なプリペイドプラン（ソフトバンクの第3世代モデルまで、またはauのLTEデータプリペイドを適用したLTE対応iPad）

いずれも、定額制プランや2段階定額制プランの超過分については料金割引サービスの適用対象となるため、購入から24ヶ月間は利用料金から一定額が引かれる。また、利用の際にはインターネット接続料が別途発生する（フラット型定額制プランでは月ごと、2段階定額制プランではデータ通信発生時に、プリペイドプランではソフトバンクではチャージごとに発生、auのLTEデータプリペイドは接続料込み）。
いずれのプランもそれぞれの会社が提供する公衆無線LANサービス（ソフトバンクWi-Fiスポット（i）、au Wi-Fi SPOT、docomo Wi-Fi）を利用できる。キャリアメールとしてはソフトバンクは「Eメール（i）」が、auはEZwebメール（@ezweb.ne.jpドメインのアカウントを標準のメールアプリで使用）、ドコモはドコモメールが使用可能となっている。また、国際ローミング使用時の海外パケット定額サービスの適用対象にもなる。
iPad (第4世代)以降とiPad miniシリーズではLTEによる通信のため、通常時では通信量が7GBを越えた場合速度制限が課せられ、それを解除するオプションも用意されている。また、3社共にオプションサービスとしてテザリングにも対応している。
一方、日本通信は2010年12月1日より、SIMフリー版のiPad向けに専用のマイクロSIMによる通信サービス「b-microSIMプラチナサービス」を提供、6か月間または1年間の先払いでNTTドコモのネットワークを利用することが出来るようになる。なお、NTTドコモも2011年4月より開始したSIMロック解除にあわせて、ドコモショップに持ち込むことで既存のSIMカードからMicroSIMカード（ドコモminiUIMカード）への交換を開始しており、これを使うことでSIMフリー版iPadをドコモのネットワークおよびデータ通信料金体系で利用可能となっている。
また、Appleの施策としては、アメリカでAir 2/mini 3以降/ProのSIMフリーモデルを購入すると、標準で「Apple SIM」と呼ばれるSIMカードが同梱され、これを装着した状態で設定画面上で任意の通信会社をその場で短期契約の形で選択可能となっている（Apple SIMの別途購入も可能。また9.7インチiPad ProはApple SIMが内蔵されSIMカードとは別に使用可能となっている）。2015年7月からは、GigSkyと提携して世界70カ国でプリペイド通信サービスが使えるようになっており、日本でも2015年11月17日よりauのLTEデータプリペイドがApple SIMに対応、同時に日本のApple StoreでもApple SIMの発売を開始することになった。2016年9月にはソフトバンクのデータプリペイドもApple SIMに対応している。

## SIMロック
2010年1月での製品発表では、セルラーモデルにおいてはSIMロックがかかっていない、SIMフリー端末として発売するとしており、日本国外では実際にSIMフリー端末で発売されている。そのため、海外で購入したiPadを日本国内で使用することは可能である。ただし、電波法の関係により、iOS 4.2のアップデートでソフトウェア画面上に技適マークを表示可能なことが条件である。
日本ではiPhoneを取り扱うSoftBankの動向を含め、セルラー版SIMフリー端末の扱いが注目されることとなり、iPadの発表を受けてNTTドコモが、2010年1月29日に行った2010年3月期第3四半期決算説明会で、micro-SIMへの対応がほぼ可能であることなどを説明したほか、同年4月28日の2010年3月期決算説明会では、iPad向けSIMカードを販売する方針を示した。
だが、1月の発表時のAppleによる説明と異なり、日本で発売される3G対応モデルには、SIMロックが掛けられることにより、ソフトバンクモバイル（現・ソフトバンク）以外の回線は使用できない。SIMロックがかけられた理由として、孫正義社長は「ソフトバンクには他キャリアに割り当てられている800MHz帯を持っておらず、電波でハンデキャップがある分、新しい文明の利器や違う切り口で戦う」と述べている。
これを受けてNTTドコモは、MicroSIMの発売を断念すると発表、山田隆持社長も「iPadをドコモ3G回線で使いたい人はいる」として、こうしたユーザーにはモバイルWi-Fiルーターの利用を勧めるとした。その後NTTドコモでは2010年11月に、本機の競合機種である Androidタブレット端末、GALAXY Tabを発売している。
一方、発表時の情報では世界でのSIMロックの取り扱いが明確でなかったが、当時の最高経営責任者、スティーブ・ジョブズが日本のユーザーからのSIMロック解除希望の電子メールに対し、「日本仕様では海外移動体通信事業者のSIMカードについてはSIMロックがかかっていない」と返答、その後Appleの広報担当者が、この件に関するウォール・ストリート・ジャーナルの取材に正式に回答し、海外のSIMが使えると明言、孫社長もiPad発売日での取材で、Appleと同じ回答をした。このため、日本仕様の3G対応モデルは「国内ではSIMロックがかかっており、ソフトバンクモバイルのみ使用可能、海外ではSIMロックフリー」という変則仕様で発売されている。
その後も、日本国内仕様は国内のみSIMロックがかかった状態で発売されていたが、2014年7月1日より、AppleがApple Store オンラインで、完全SIMフリー仕様のiPadの発売を開始している。また、2015年5月から総務省のSIMロック解除義務化を受けて、それ以降に発売されるiPad mini 4やiPad Pro以降の機種は、分割購入日より100日が経っている場合、SIMロックの解除が可能となる。

## 出荷台数
世界での出荷台数・累計出荷台数の推移は以下の通り。
| 期間              | 出荷台数 | 累計出荷台数 | ニュース |
| ----------------- | -------- | ------------ | -------- |
| 2010年4月 - 6月   | 327万    | 約327万      |          |
| 2010年7月 - 9月   | 419万    | 約746万      |          |
| 2010年10月 - 12月 | 733万    | 約1,479万    |          |
| 2011年1月 - 3月   | 469万    | 約1,948万    |          |
| 2011年4月 - 6月   | 925万    | 約2,873万    |          |
| 2011年7月 - 9月   | 1,112万  | 約3,985万    |          |
| 2011年10月 - 12月 | 1,543万  | 約5,528万    |          |
| 2012年1月 - 3月   | 1,180万  | 約6,708万    |          |
| 2012年4月 - 6月   | 1,704万  | 約8,412万    |          |
| 2012年7月 - 9月   | 1,403万  | 約9,815万    |          |
| 2012年10月 - 12月 | 2,290万  | 約1.21億     |          |
| 2013年1月 - 3月   | 1,950万  | 約1.4億      |          |
| 2013年4月 - 6月   | 1,460万  | 約1.55億     |          |
| 2013年7月 - 9月   | 1,410万  | 約1.69億     |          |
| 2013年10月 - 12月 | 2,600万  | 約1.95億     |          |

## その他
「iPAD」は、富士通が開発した商品の名称であるが、富士通は商標をAppleに有償譲渡した。中華人民共和国深圳市にある電気街では、iPadそっくりな「iPed」「aPad」なる商品が日本円で1万円程度で販売されている。